# Lepidosperma jacksonense
Lepidosperma jacksonense är en halvgräsart som beskrevs av Russell Lindsay Barrett. Lepidosperma jacksonense ingår i släktet Lepidosperma och familjen halvgräs. Inga underarter finns listade i Catalogue of Life.